# جزیره اغورجه
جزیرهٔ اُغورجه بزرگ‌ترین جزیره در ترکمنستان و طولانی‌ترین جزیرهٔ دریای کاسپین است. این جزیره به طور گسترده‌ای با نام اُگورچینسکی هم شناخته شده است.

## جغرافیا
جزیرهٔ اغورجه در جنوب شرقی دریای کاسپین و در نزدیکی ساحل واقع شده و شبه‌جزیره چهارکان نزدیک است.
میان سده‌های ۱۵ تا ۱۷ میلادی دزدان دریایی از این جزیره بهره جستند لیکن امروزه خالی از سکنه است.
از لحاظ سیاسی جزیره متعلق به استان بلخان ترکمنستان است.

## محیط زیست
فک کاسپی (Pusa caspica) و پرندگان دریایی متنوعی ساکن این جزیره هستند. جزیره اغورجه بخشی از پارک ملی هزار است.
|  |